# David Kindt
Pour les articles homonymes, voir Kindt (homonymie).
David Kindt, né en 1580 à Hambourg et mort le 26 février 1652 dans la même ville, est un peintre allemand, auteur de portraits et de tableaux religieux.

## Biographie
Son père est le peintre Johan ou Jan Kindt, mort en 1608, originaire de Courtrai aux Pays-Bas, qui avait fui la persécution religieuse dans le duché de Brabant ; il s'installe à Hambourg en 1580. Il est reçu membre de la guide des peintres en 1587.
On ne sait rien de l'enfance et de l'éducation de David Kindt, même s'il est vraisemblable qu'il a été formé à la peinture auprès de son père. Ses premières œuvres sont dans le style de la peinture flamande. À partir de 1604, il reçoit des commandes de portraits de plusieurs familles patriciennes de Hambourg. En 1605, il obtient le 25 janvier le droit de bourgeoisie de la ville de Hambourg et épouse au printemps Anna Lange, fille du procureur Johannes Lange. Le couple a neuf enfants ; deux seulement atteignent l'âge adulte, dont l'un, Hieronymus (1612-1685) est également peintre, mais ses œuvres n'ont pas été identifiées.
Cette même année, il est nommé maître le 27 mai dans la guilde des peintres et accueille son premier apprenti, Leonhardt Schers (mort vers 1650- 1651) ; celui-ci rompt son contrat en 1608 et le litige entre le maître et l'élève dure jusqu'en 1621. Kindt a deux autres élèves, Bastian Kertch, et Conradt (ou Cordt) Weyer (mort en 1628). Ces trois élèves ne sont pas connus par ailleurs et n'ont pas laissé d'œuvres identifiées.
En 1613, David Kindt est chargé de faire deux cartes de l'Elbe. L'année suivante, il participe au projet de restauration du monastère franciscain Maria-Magdalenen-Kloster (aujourd'hui inclus dans l'Hôpital du Saint-Esprit de Hambourg) et il restaure deux tableaux d'un peintre inconnu du XVe siècle représentant Adolphe IV de Holstein : le premier le montre en armure complète ; l'autre le représente mort en moine franciscain étendu dans un sarcophage.

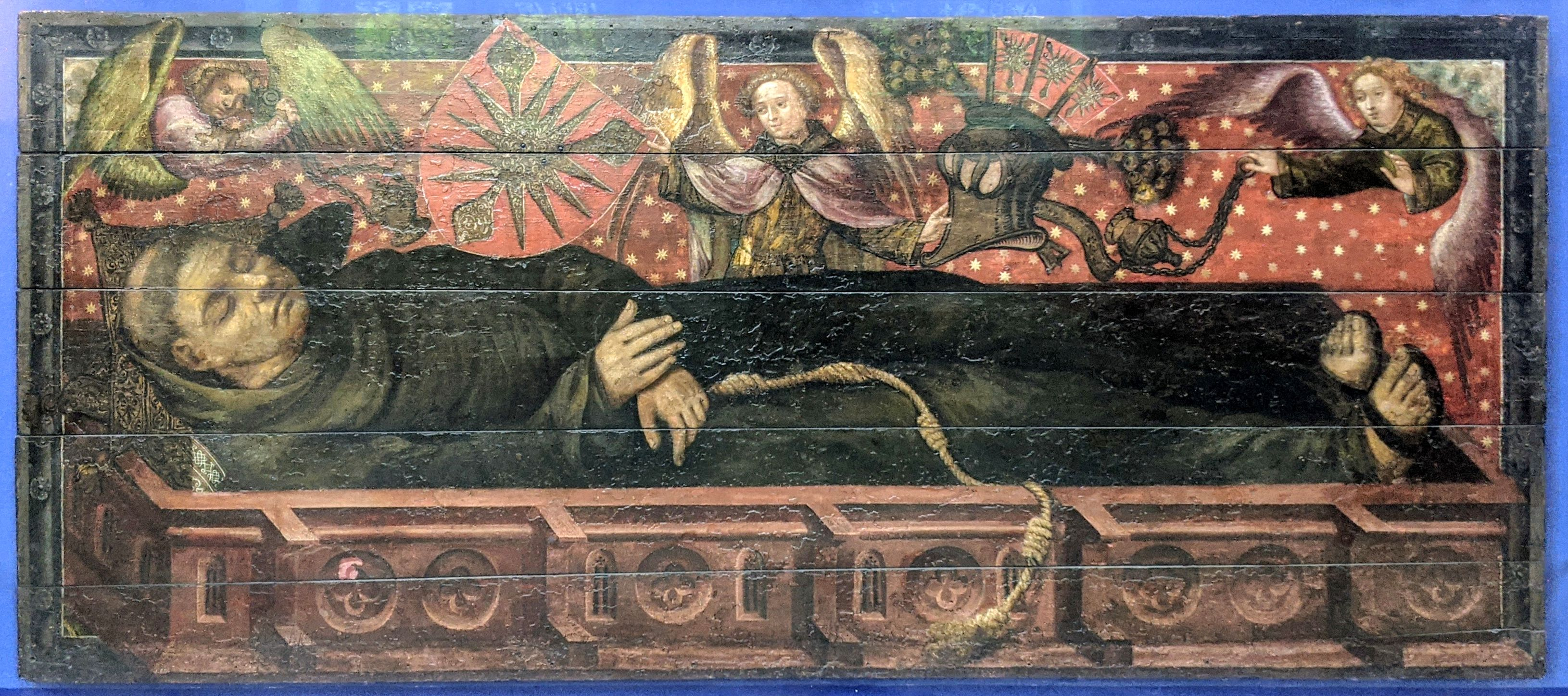
Tableau restauré en 1614 par David Kindt : Adolphe IV dans un sarcophage, vers 1450

Kindt est nommé capitaine dans la garde (Bürgerkapitän) de Hambourg de 1625 à 1637. Quatre ans plus tard, en 1629, il est le porte-parole public (Ältermann) de la guilde des peintres et le reste jusqu'en 1638.
Il reçoit en 1631 la commande de quatre portraits grandeur nature de Frédéric III, duc de Holstein-Gottorp et de son épouse, la duchesse Marie Elisabeth de Saxe ; Kindt réside plusieurs mois au château de Gottorf en Schleswig-Holstein. Kindt est un homme riche, qui possède plusieurs maisons à Hambourg.
Il meurt en 1652 et est enterré dans l'Église Saint-Nicolas, qui a été en grande partie détruite pendant la Seconde Guerre mondiale.
En 1929, une rue de Hambourg est nommée en son honneur.

## Œuvres en collection publique

### Peintures
- 1604 : 
  - Portrait de Rudolf Amsinck, conseiller municipal de Hambourg, huile sur bois, 52 × 70 cm – Museum für Hamburgische Geschichte
  - Portrait d'Isabeau Amsinck, née de Hertoghe[5], huile sur bois, 52 × 70 cm – Museum für Hamburgische Geschichte
  - Portrait de la mère de David Kindt, huile sur toile, 61,5 × 74 cm (conservé jusqu'en 1899 dans la collection Lichtmann à Vienne en Autriche[6]) – Kunsthalle de Hambourg
- vers 1604 : Autoportrait, huile sur toile, 61,5 × 74,7 cm (collection Lichtmann jusqu'en 1899[6]) – Kunsthalle de Hambourg
- 1606 : Portrait de Ditmar Koel (ou Kohl), bourgmestre de Hambourg, huile sur bois, 79 × 100 cm – Kunsthalle de Hambourg
- 1622 : L'homme riche et la mort, huile sur bois, 92 × 136 cm[7] – église Saint-Jacques, Hamburg (exposé dans le bas-côté nord de la nef de l'église)
- 1631 : La Déploration du Christ, huile sur toile, 155 × 57,5 cm[8],[9] - musée du Louvre, Paris
- 1643 : L'entrée du Christ à Jérusalem, huile sur bois, 85 × 55 cm – Galerie nationale, Prague
- 1648 : L'Adoration des bergers – église Saint-Jacques, Rostock[10]
- 1648 : Portrait de Severin Schlüter, huile, Museum für Hamburgische Geschichte

### Dessins
- 25 avril 1612 : Femme nue dans un paysage, encre et craie sur papier, 18,2 × 14,4 cm – Statens Museum for Kunst, Copenhague
- 1619 : Groupe de huit enfants nus jouant, graphite et craie sur papier, 27,5 × 17 cm – British Museum, Londres[11]
- 1622 : Allégorie de la folie, copie d'après le tableau de Cornelis Ketel, plume et aquarelle, 10,5 × 14,5 cm – Kunsthalle de Hambourg, cabinet d'art graphique

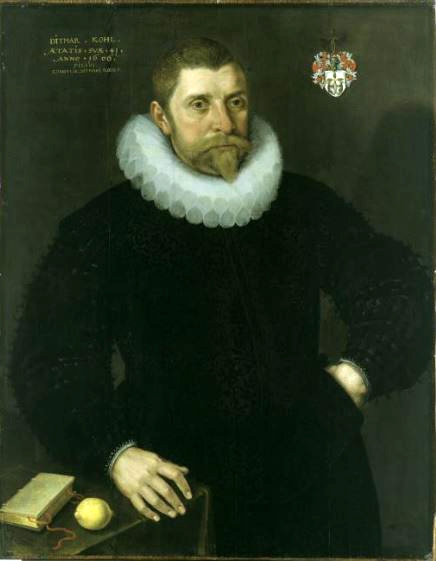
Portrait de Ditmar Koel
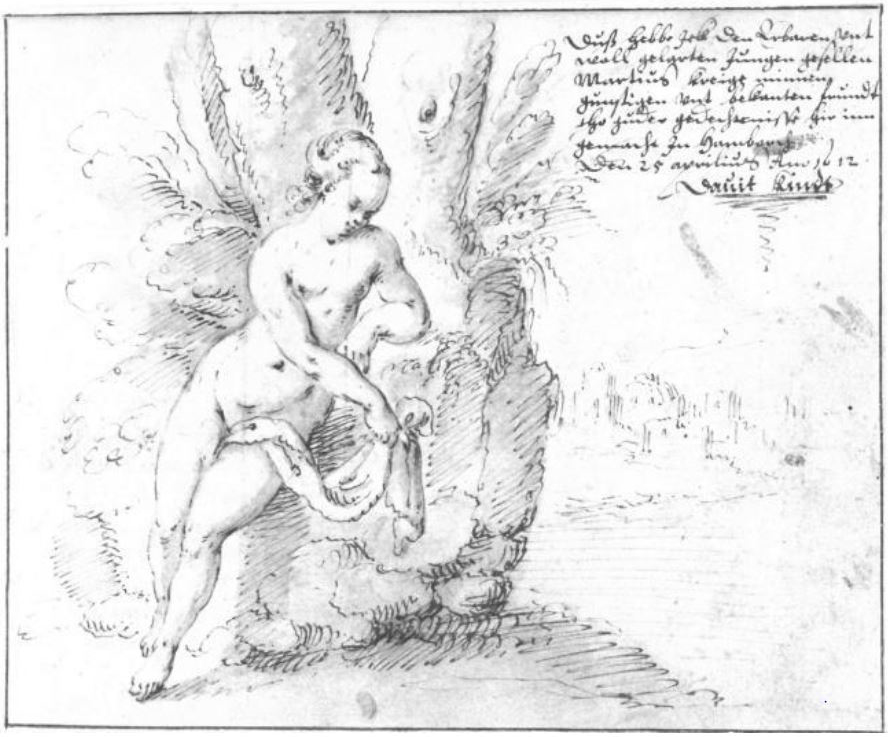
Femme nue dans un paysage
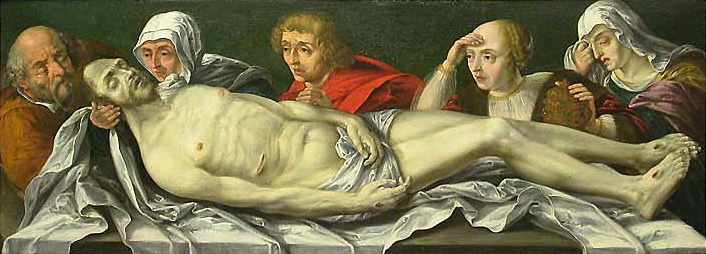
La Déploration du Christ
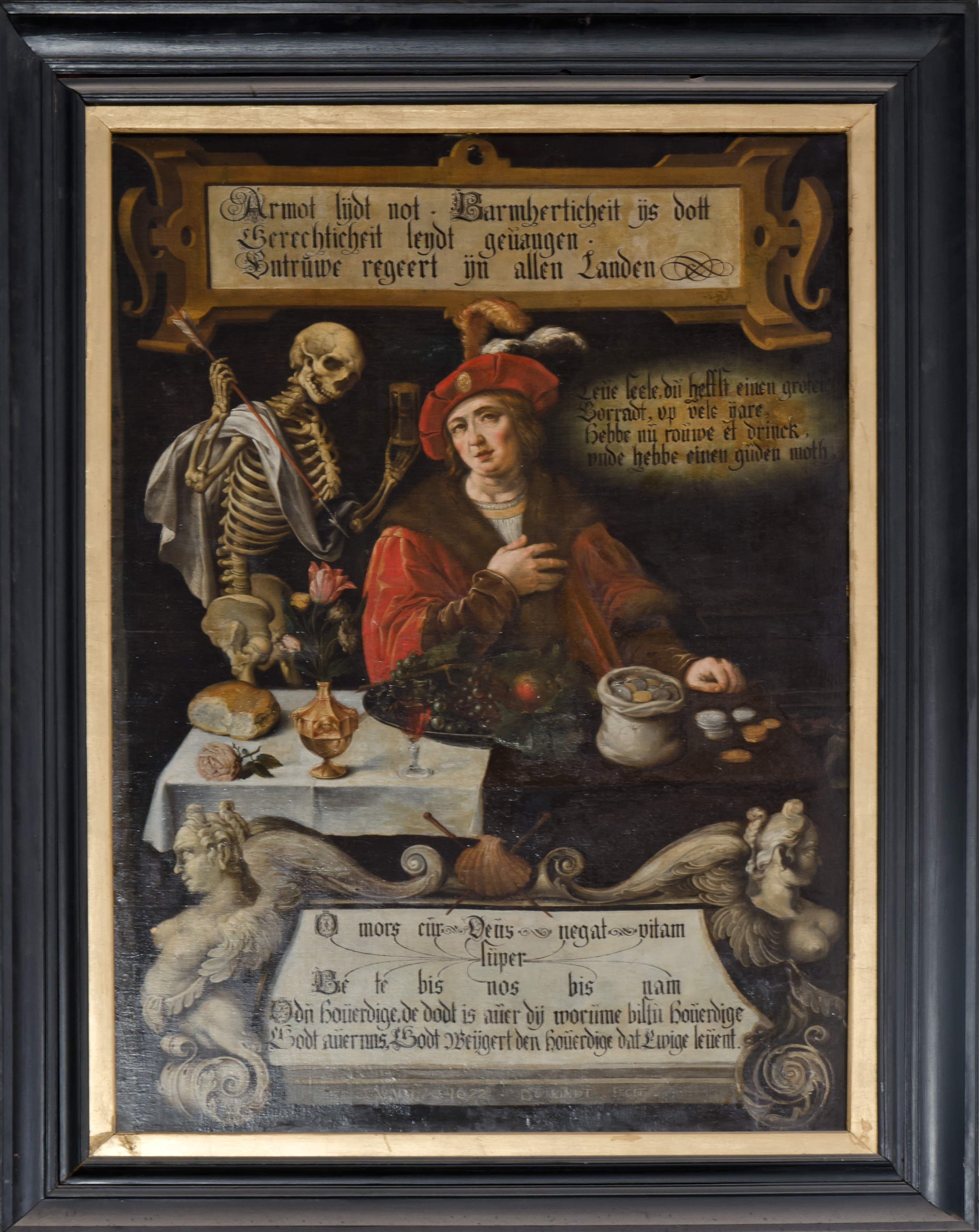
L'homme riche et la Mort
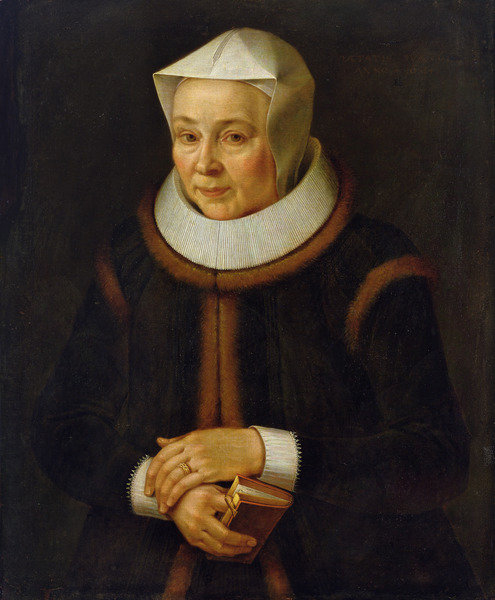
Portrait de la mère de David Kindt
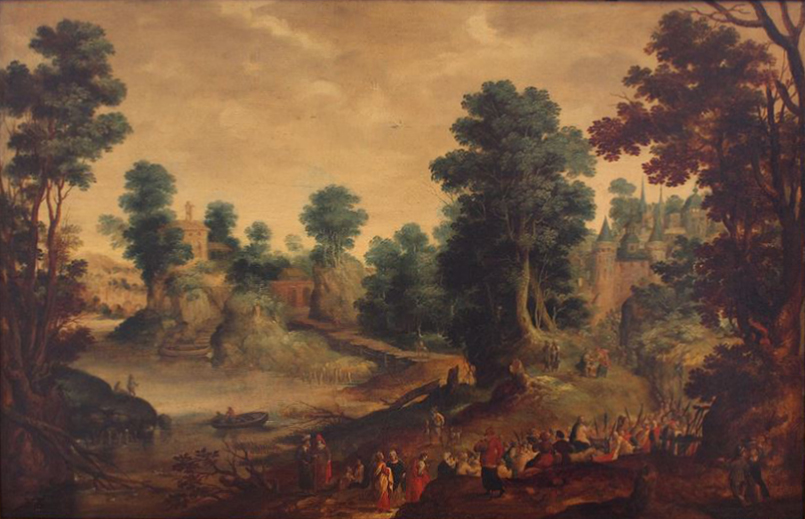
Entrée du Christ à Jérusalem
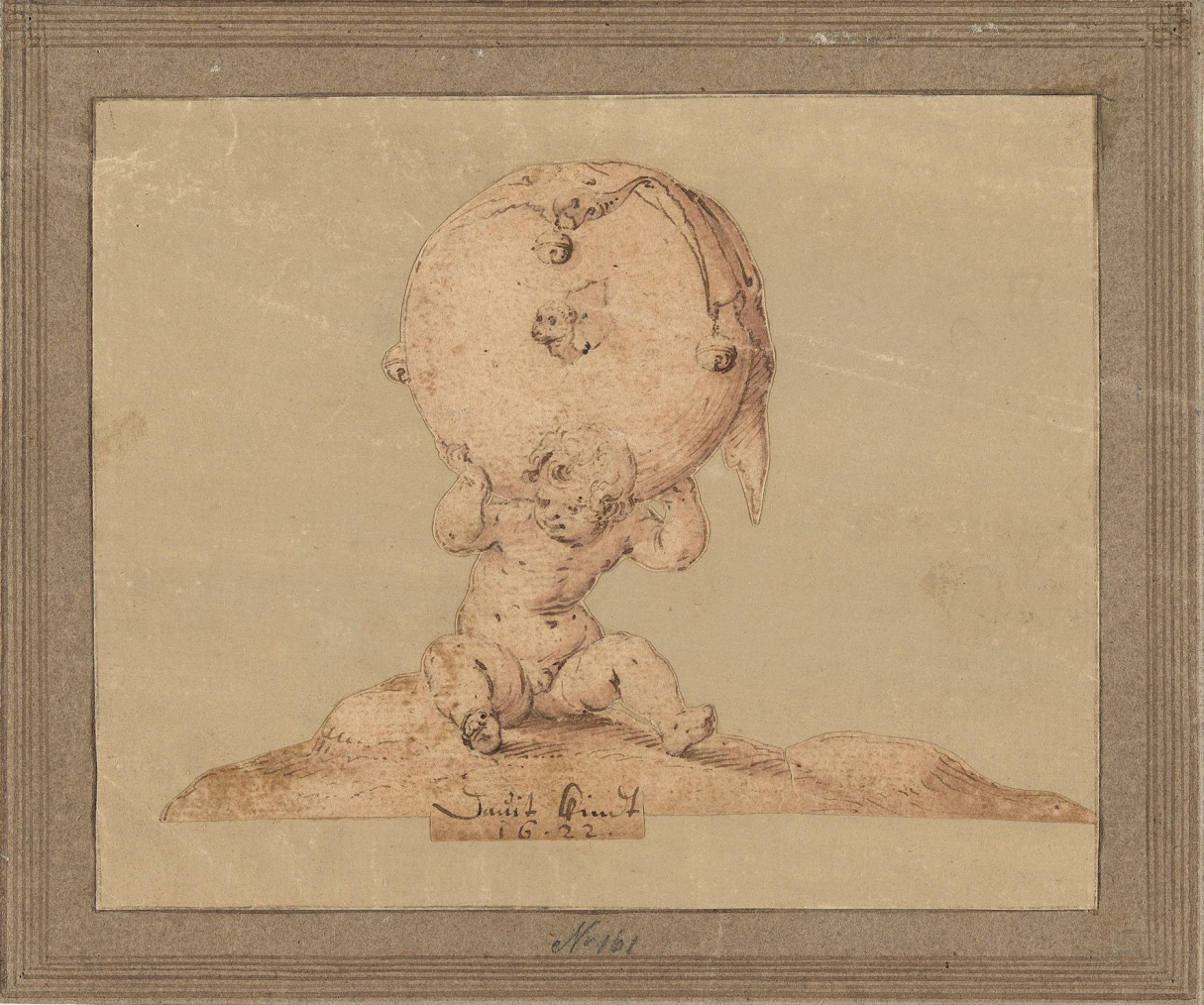
Allégorie de la folie
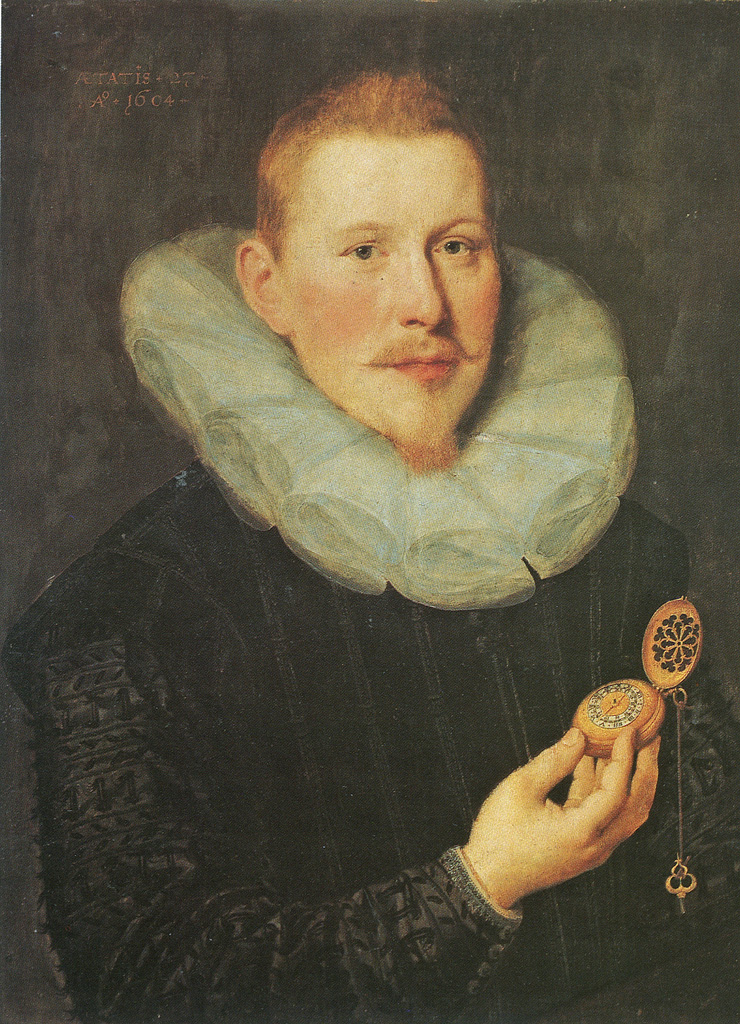
Portrait de Rudolf Amsinck